# Danza de dragones
Danza de dragones (A Dance with Dragons) es la quinta de la serie de siete novelas previstas en la serie de fantasía épica Canción de hielo y fuego del autor estadounidense George R. R. Martin. Tras varios años de retraso su publicación finalmente fue el 12 de julio de 2011 en inglés y el 22 de junio de 2012 en castellano. El libro terminó de ser escrito el 27 de abril de 2011, hecho que fue anunciado de forma críptica en el blog de Martin y posteriormente confirmado por su editora, Anne Groell.
El título del libro procede de la "Danza de dragones", una guerra civil que sucedió en Poniente unos 170 años antes del inicio de la acción. Los contendientes fueron el rey Aegon II y su hermana Rhaenyra, y la guerra se llamó así porque ambos bandos enarbolaban el estandarte de la Casa Real, un dragón tricéfalo en gules sobre campo negro. Esto condujo a muchas especulaciones sobre si la novela finalmente incluiría la largamente esperada invasión de Poniente por el ejército de Daenerys Targaryen, última descendiente de esta familia que fue desposeída del trono unos quince años antes del primer libro de la saga. Sin embargo, en ComiCon 2006, George R. R. Martin dijo que el título no tiene que referirse a eso necesariamente.
Danza de dragones era al principio el título de la segunda novela de la serie, cuando Martin pensaba realizar una trilogía. Algunas ediciones antiguas de Juego de tronos muestran a Danza de dragones como el segundo volumen de la serie. También fue el título original planeado para la cuarta novela. La antología Legends, que presenta la novela corta "El caballero errante" del mismo universo, la lista como tercera parte de la serie.

## Argumento
Danza de dragones sigue donde se quedó Tormenta de espadas con sucesos simultáneos a los acaecidos en Festín de cuervos. La Guerra de los Cinco Reyes parece que decae. En el Norte, el rey Stannis Baratheon se ha instalado en el Muro y ha jurado ganarse la lealtad de los norteños para continuar su lucha por el Trono de Hierro, aunque esto se complica porque la mayoría de la costa oeste está ocupada por los hijos del hierro y Roose Bolton ha sido nombrado señor y lord protector en el Norte, dejando a su hijo Ramsay Nieve a cargo de Invernalia. Este mantiene preso a Theon Greyjoy que, tras haberlo sometido a largas torturas, le hace perder la cabeza, creyéndose él mismo Hediondo, aquel apestoso esclavo de Ramsay que lo ayudó a saquear Invernalia. Theon consigue escapar de Invernalia, ayudado por un Mance Rayder que se hace pasar por bardo, y se reencuentra con su hermana Asha, presa por las tropas de Stannis que esperan entrar en Invernalia entre la nieve de una gran tormenta. 
En el Muro, Jon Nieve junto a Samwell Tarly, sabe que la confrontación con los Otros se aproxima y empieza a preparar a la Guardia de la Noche para el momento del enfrentamiento. Recordando su juramento de proteger al reino y a los hombres, Jon deja entrar a los salvajes de más allá del Muro para repoblar las tierras de la Guardia de la Noche en el Agasajo y fortalecerla con nuevos hombres, cosa que provocará el disgusto de muchos de sus hermanos. Jon, advertido por Melissandre, es apuñalado por quienes se oponen a la entrada de salvajes y a ayudar a Stannis en Invernalia contra los Bolton. 
Mientras, más allá del Muro, Bran Stark llega a una cueva protegida de los espectros y los Otros por magia antigua, y es ayudado a mejorar sus técnicas como warg o cambiapieles. Sus amigos siguen con él, pero Jojen está cada día más débil. 
Tyrion Lannister ha sido llevado en barco al otro lado del Mar Angosto, a la Ciudad Libre de Pentos. Durante su viaje conocerá a personas que darán un giro crucial a la guerra: lord Connington, leal a la casa Targaryen y huido por mar tras la Guerra del Usurpador, y el príncipe Aegon, hijo de Rhaegar y sobrino de Daenerys, el bebé supuestamente asesinado por Tywinn Lannister y puesto a los pies de Robert Baratheon tras conquistar el Trono de Hierro. En un despiste, Tyrion es capturado por Jorah Mormont, quien pretende regresar junto a Daenerys con él como regalo. En su intento son capturados como esclavos y vendidos a un poderoso señor. Tras una oportuna ocasión de huir, se alistan a una tropa de mercenarios a la espera de atacar Meereen. 
En Braavos, Arya Stark continúa su entrenamiento, llegando a mejorar cada vez más y superando cada vez pruebas más difíciles como acólita de la Casa del Blanco y Negro del Dios de Muchos Rostros. 
En el lejano este, Daenerys Targaryen decide quedarse en Meereen y gobernarla para perfeccionar sus habilidades como dirigente antes de dirigirse a Poniente. Sus dragones ya son bastante grandes incluso para ser montados, son muy salvajes y difíciles de controlar. Drogon escapa y desconocen su paradero. Los otros dos permanecen encadenados en un foso para evitar que continúen saqueando la ciudad. Ella, tras largas decisiones, acaba casándose con un hombre de la ciudad para intentar poner paz y mantener controlados a los Hijos de Arpía, traidores a su reinado y asesinos. Tras la boda, en la celebración en las arenas de Meereen, Drogon vuelve arrasando el foso y llevándose a lomos a Daenerys, que queda confinada en una remota localidad con Drogon. Allí es encontrada por el khalassar de Khal Jhaqo.
La existencia de Daenerys ya es conocida por muchos en Poniente y desde las islas del Hierro y Dorne se mandan emisarios para encontrarla y usar su causa para sus propios beneficios. De las Islas del Hierro, Euron 'Ojo de Cuervo' Greyjoy, elegido rey por asamblea en Pyke, envía a su hermano Victarion tras ella y Quentyn Martell de Dorne, hermano de Arianne Martell, heredera de Dorne, llegará para proponerle matrimonio un día antes de su boda, siendo rechazado. Este intentará liberar a los dragones presos, muriendo abrasado. 
Por último, la Compañía Dorada ha llegado a Poniente con lord Connington y Aegon Targaryen, tomando el Nido del Grifo e iniciando su entrada en la guerra de Poniente. 
En Dorne, tras el fallido intento de Arianne por casar a Myrcella y coronarla reina, tendrá que ser devuelta a la Fortaleza Roja de Desembarco del Rey junto con Nymeria Arena, con la intención de colocar a un espía dorniense en la corte. A Tyene la envía también a Desembarco, pero como septa, con órdenes de acercarse al nuevo Septón Supremo.
Mientras, Cersei Lannister, encarcelada, ha de aceptar su traición a la corona y es obligada a recorrer desnuda Desembarco del Rey, desde el septo de Baelor hasta la Fortaleza Roja. Ve perder su influencia y poder, teniendo que poner como lord regente del reino a su tío Kevan Lannister. 
En el epílogo reaparece Varys, que asesina al maestre Pycelle y a Kevan Lannister para desestabilizar el Trono del Hierro. El eunuco ha tomado partido por el príncipe retornado Aegon, que ayudó a escapar tras la guerra del Usurpador.
Jaime Lannister, que sigue alejado de Desembarco del Rey, logra poner paz entre varios lores que aseguran no saber nada del Pez Negro, huido. Jaime se reencuentra con Brienne de Tarth y se marcha con ella para salvar a Sansa, quien supuestamente se encuentra en manos de Sandor Clegane.

## Personajes
Danza de Dragones está dividida en setenta y tres capítulos, narrado desde la perspectiva de dieciocho personajes:
| Nombre             | Localización                 | Resumen |
| ------------------ | ---------------------------- | --- |
| Varamyr            | Más allá del Muro            | Varamyr Seispieles es el protagonista del prólogo de la obra, un cambiapieles que ha huido tras la derrota de Mance Rayder en el Muro. Se encuentra malherido y ha perdido a varios de sus animales, por lo que trata de encontrar un «recipiente» en el que depositar su conciencia tras su muerte. |
|                    |                              | |
| Tyrion Lannister   | Essos                        | Tyrion se encuentra en un buque cruzando el Mar Angosto. Tras asesinar a su padre, Tyrion se sume en el alcoholismo y la melancolía. Llega a Pentos, donde conoce al magíster Illyrio Mopatis, el cual lo envía rumbo a Volantis junto a varios sujetos de los cuales Tyrion sospecha sobre sus verdaderas identidades. Después de un incidente con los hombres de piedra, Tyrion se une a una enana llamada Penny, viajando en dirección a Meereen, lugar donde está asentada Daenerys Targaryen. |
|                    |                              | |
| Daenerys Targaryen | Meereen                      | Tras liberar la Bahía de los Esclavos, Daenerys se asienta en Meereen con el objetivo de gobernar la ciudad. Sin embargo, pronto surgen oposiciones internas a su figura, con habitantes que provocan tumultos y asesinatos de sus hombres dentro de la ciudad. Para ganarse el favor de los nobles, Daenerys decide encerrar a sus dragones para evitar que causen problemas y se compromete con Hizdahr zo Loraq, uno de los más prominentes nobles locales. Por si las oposiciones internas no fueran suficiente, Daenerys tiene que lidiar también con la declaración de guerra de las demás ciudades de la Bahía de los Esclavos, dispuestas a expulsar a Daenerys de su territorio y evitar que siga promoviendo su peligrosa forma de gobierno. |
|                    |                              | |
| Jon Nieve          | Muro                         | Gracias a la iniciativa de su amigo Samwell Tarly, Jon es nombrado Lord Comandante de la Guardia de la Noche. Tras derrotar a los salvajes de Mance Rayder, Jon tiene que lidiar ahora con la estancia de Stannis Baratheon, cuyo apoyo fue fundamental para la victoria. Stannis insiste en viajar al sur para tomar Invernalia, pero Jon se niega a sumarse a él pese a sus insistencias. Asimismo, no todos dentro de la Guardia respaldan al nuevo Lord Comandante, siendo sus máximos exponentes Alliser Thorne y Janos Slynt, los cuales supondrán un desafío para la recién adquirida posición de Jon. |
|                    |                              | |
| Bran Stark         | Más allá del Muro            | Bran, junto a sus amigos, llega hasta el Cuervo de Tres Ojos con la ayuda del misterioso Manosfrías. Bran conoce al Cuervo de Tres Ojos, así como a los últimos Hijos del Bosque, los cuales le enseñan las capacidades de sus poderes, experimentando visiones y creyendo que ya no es el mismo realmente. |
|                    |                              | |
| Quentyn Martell    | Essos                        | Hijo mayor del príncipe Doran Martell, Quentyn parte hacia Meereen bajo la instrucción de su padre de casarse con Daenerys Targaryen y ofrecerle el apoyo de Dorne para la conquista del Trono de Hierro. Quentyn parte junto a varios de sus mejores amigos, llegando hasta la ciudad de Meereen, donde le revela a Daenerys el pacto secreto existente entre los Martell y los Targaryen. Sin embargo, Quentyn descubrirá que quizá no le resultará tan sencillo lograr conquistar a la Madre de dragones. |
|                    |                              | |
| Davos Seaworth     | El Norte                     | Davos parte desde el Muro para difundir la causa de su señor, Stannis Baratheon, ahora asentado en el Norte, llegando hasta la ciudad de Puerto Blanco, asentamiento de la Casa Manderly. Pese a todo, allí descubre que los Manderly ya han firmado un pacto con la Casa Frey, por lo que es arrestado. Rumoreándose que ha muerto, lo cierto es que Davos descubrirá que los señores norteños poseen un plan propio que piensan ejecutar a espaldas de los Frey y del Trono de Hierro. |
|                    |                              | |
| Theon Greyjoy      | Invernalia                   | Tras ser capturado al final de la obra Choque de reyes, Theon ha sido mantenido cautivo por Ramsay Nieve, el hijo bastardo de Roose Bolton. Sometido a crueles e incontables torturas, ahora ha adoptado el nombre de «Hediondo», otorgado por el propio Ramsay, y su apariencia ha cambiado drásticamente, así como su personalidad. Si Theon Greyjoy era un joven altivo, arrogante y ambicioso, Hediondo es débil, cobarde y completamente subordinado a Ramsay, por quien siente terror. Hediondo es mantenido en Invernalia, donde actúa como sirviente del propio Ramsay y donde será testigo de los enfrentamientos internos entre los señores norteños, leales a los Bolton en apariencia, con los Frey.                                       |
|                    |                              | |
| Jon Connington     | Essos Tierras de la Tormenta | Antiguo señor de la Casa Connington, Jon había sido Mano del Rey de Aerys II Targaryen y uno de los mejores amigos del príncipe Rhaegar Targaryen. Dado por muerto desde entonces, se descubre que Jon ha estado ocupándose de la crianza del joven Aegon Targaryen, el hijo, dado por muerto hasta ahora, del príncipe Rhaegar. El plan de Jon es lograr los apoyos suficientes con los que respaldar la pretensión de Aegon al Trono de Hierro, ahora que su posición es más débil que nunca. |
|                    |                              | |
| Asha Greyjoy       | El Norte                     | Tras la coronación de su tío Euron como Rey de las Islas del Hierro, este concierta el matrimonio de Asha, por lo que ella regresa a su bastión de Bosquespeso, en el Norte. Pronto se verá atacada por los hombres de Stannis Baratheon, el cual se halla en el Norte dispuesto a dirigir desde allí su ofensiva para tomar el Trono de Hierro. |
|                    |                              | |
| Melisandre         | Muro                         | La sacerdotisa roja se encuentra en el Muro, sintiendo cada vez mayor curiosidad por Jon Nieve. Mientras Stannis parte hacia el sur, Melisandre permanece en el Castillo Negro de la Guardia, donde trata de ayudar a Jon a través de sus visiones en las llamas. |
|                    |                              | |
| Areo Hotah         | Lanza del Sol                | Areo está presente en el recibimiento a Balon Swann, el Guardia Real encargado de reemplazar al difunto Ser Arys Oakheart. Con él trae un presente: la cabeza de Ser Gregor Clegane. Areo será testigo también de los planes que ha trazado el príncipe Doran Martell. |
|                    |                              | |
| Arya Stark         | Braavos                      | Ciega desde el final de la obra Festín de cuervos, Arya permanece en la Casa de Negro y Blanco, continúa con sus entrenamientos, vinculados con el asesinato y la discreción. También comienza a experimentar como cambiepieles dentro de la piel de su huargo Nymeria. |
|                    |                              | |
| Jaime Lannister    | Tierras de los Ríos          | Jaime se encuentra en el bastión de la Casa Blackwood, Árbol de los Cuervos, subyugando a los últimos partidarios del difunto Robb Stark en las Tierras de los Ríos. De camino a Aguasdulces, Jaime recibe la petición de auxilio de Brienne de Tarth. |
|                    |                              | |
| Cersei Lannister   | Desembarco del Rey           | Cersei permanece prisionera de la Fe Militante, confesando ante el Gorrión Supremo el haberse acostado con su primo Lancel y con los hermanos Kettleblack. Afeitada y desnudada, Cersei es condenada a hacer un paseo de penitencia por las calles de Desembarco del Rey hasta llegar a la Fortaleza Roja. Una vez allí, Qyburn le presenta a su nuevo miembro de la Guardia Real: Robert Strong, su nuevo campeón. |
|                    |                              | |
| Barristan Selmy    | Meereen                      | Ser Barristan es el Lord Comandante de la Guardia de Daenerys Targaryen. Barristan tiene que lidiar con los problemas surgidos en Meereen contra el gobierno de Daenerys, desconfiando especialmente de los nobles de Meereen. Esta desconfianza se ve acuciada cuando Daenerys desaparece a lomos de Drogon. Teniendo que encargarse del gobierno de la ciudad en ausencia de la reina, el anciano caballero tiene que colaborar con los nobles de la ciudad, Gusano Gris y todos los leales a Daenerys para mantener la paz en Meereen. |
|                    |                              | |
| Victarion Greyjoy  | Flota de Hierro              | Euron es proclamado como Rey de las Islas del Hierro y pone a Victarion al mando de la Flota de Hierro. Euron envía a Victarion a Meereen para realizar una oferta de matrimonio a Daenerys Targaryen, con el objetivo de usar sus dragones para conquistar los Siete Reinos. Durante el trayecto, Victarion conoce a Moqorro, un sacerdote de R'hllor capaz de observar visiones en el fuego, lo que Victarion tratará de emplear en su favor. |
|                    |                              | |
| Kevan Lannister    | Desembarco del Rey           | Protagonista del epílogo de la obra, Kevan se convierte en el nuevo Regente tras la caída en desgracia de su sobrina Cersei. Kevan se esfuerza en retomar las buenas relaciones con los Tyrell, sin embargo, todo ello caerá en saco roto debido a la actuación de Varys, dispuesto a quebrar la alianza entre los Lannister y los Tyrell para beneficiar la causa de Aegon Targaryen. |

## División en la publicación
Cuando se publicó la cuarta novela de la serie, Festín de cuervos, desaparecieron muchos de sus personajes clave. Esta fue la razón por la que el libro había tardado tanto en publicarse como un volumen. En vez de dividirlo simplemente en dos mitades y publicarlo como 'Parte 1' y 'Parte 2', Martin decidió dividir el libro por personaje y ubicación. Esta decisión estuvo aparentemente inspirada por una conversación con el amigo de Martin y antiguo escritor Daniel Abraham. Así, los personajes del Sur de los Siete Reinos y en las nuevas ubicaciones de las Islas de Hierro y Dorne aparecieron en Festín de cuervos. Los personajes del Norte y a través del mar fueron mantenidos para A Dance with Dragons. Arya Stark y Asha Greyjoy aparecen en ambos volúmenes.
Aproximadamente la mitad de lo publicado en A Dance with Dragons consistirá en material que había sido escrito para el predividido Festín de cuervos, aunque gran parte de esto ha sido reescrito por Martin. Martin también ha prometido intentar e incluir algunos capítulos de enlace al final de la novela para revelar qué ocurrió a algunos de los personajes de la novela después del final del cliffhanger de Festín de cuervos, como a Brienne de Tarth, Jaime y Cersei Lannister.

### Evolución de la escritura del libro
Siguiendo el rastro dejado por los esbozos enviados a sus editores, puede observarse la evolución del libro:
- Enero 2006, 542 páginas, siete meses después de la decisión de dividir Festín de cuervos en dos.
- Octubre 2007, 472 páginas. La reducción fue causada por el reestructurado del libro, además de la reescritura de algunas partes.
- Marzo 2008, 596 páginas.
- Mayo 2008, 684 páginas.
- Diciembre 2008, 774 páginas.
- Septiembre 2009, 998 páginas.
- Enero 2010, 1038 páginas.
- Junio 2010, 1028 páginas.
- Agosto 2010, 1332 páginas.
- Diciembre 2010, 1412 páginas.
- Marzo 2011, 1571 páginas, pero aún había capítulos incompletos que una vez finalizados hicieron que el manuscrito alcanzara cerca de 1700 páginas. Finalmente se publicarían unas 940 páginas aproximadamente en Danza de dragones.

## Recepción
Ganó el Premio Locus en 2012 a la mejor novela de fantasía.